# Дејфонт
Дејфонт је у грчкој митологији био један од Хераклида.

## Митологија
Био је син Антимаха и супруг Хирнете, кћерке аргивског краља Темена. Темен је поставио Дејфонта за свештеника и војсковођу, што је изазвало бес његових синова. Они су зато убили свог оца. У томе није учествовао само најмлађи брат. Грађани Арга су протерали убице и предали престо Дејфонту. Теменови синови су ипак касније успели да заузму престо Арга, те је Дејфонт био принуђен да са супругом и њеним најмлађим братом пребегне у Епидаур. Тамо је владао Питиреј, који је добровољно уступио престо Дејфонту. Према Паусанији, Темена није наследио Дејфонт, већ његов син Кис. Зато је он отишао у Епидаур са армијом која му је била верна и уз помоћ које је преотео власт јонском краљу Питиреју. Теменови синови су желели да се освете зету и зато су одлучили да га одвоје од Хирнето. Двојица од њих, Керин и Фалк су отишли у Епидаур и послали гласнике са молбом да њихова сестра разговара са њима. Она је прихватила, али нису успели да је наговоре да пође са њима. Зато су је одвели силом. Дејфонт се дао у потеру и успео је да убије Керина, али не и Фалка, који се заклонио иза сестре. При томе ју је толико стегао да се она угушила. Несрећни Дејфонт је своју младу супругу сахранио у маслињаку недалеко од Епидаура. Према Аполодору, Дејфонтова и Хирнетина деца су били Антимен, Ксантип, Аргеј и Орсобија.